# La Concepción (Zulia)
Pour les articles homonymes, voir La Concepción.
La Concepción est le chef-lieu de la municipalité de Jesús Enrique Lossada dans l'État de Zulia au Venezuela.

## Géographie

### Situation
La ville est située à 15 kilomètres à l'ouest de la capitale de l'État de Zulia, Maracaibo à laquelle elle est reliée par deux voies principales, Carretera Vía La Concepción et la rue 148

## Histoire
La ville est fondée en 1780 comme chef-lieu d'une nouvelle région de développement agricole. Elle est dans les mains de plusieurs propriétaires jusqu'à son rachat par la Venezuelan Oil Concessions en 1921. La découverte des champs pétroliers de La Paz en 1922 avec le puits Las Flores - 1 et de La Concepción avec le puits C-1 en 1924 exploités par Shell transforme l'économie de la région d'agricole en industrielle.

## Sources
- (es) Cet article est partiellement ou en totalité issu de l’article de Wikipédia en espagnol intitulé « La Concepción (Zulia) » (voir la liste des auteurs).